# ルームメイト 白領公寓
「ルームメイト 白領公寓」（-はくりょうこうぐう、原題：白領公寓）とは、中華人民共和国のテレビドラマである。全20話。日本ではBS日テレにて放送された後、DVD化された。

## 出演
- イーテン役：アン・ジェウク
- フェイ役：ドン・ジェ
- カンピン役：モウ・ヤン
- リューレン役：リン・ツー
- ハンイー役：シエ・ルン

## スタッフ
- プロデューサー：フー・シュエヤン